# Maeda Gen'i
Maeda Gen'i est un nom japonais traditionnel ; le nom de famille (ou le nom d'école), Maeda, précède donc le prénom (ou le nom d'artiste).
Maeda Gen'i (前田 玄以, 1539-9 juillet 1602) est un prêtre bouddhiste du mont Hiei, et plus tard un des go bugyō (« cinq anciens ») de Toyotomi Hideyoshi. Il entre au service d'Oda Nobunaga avant 1570.

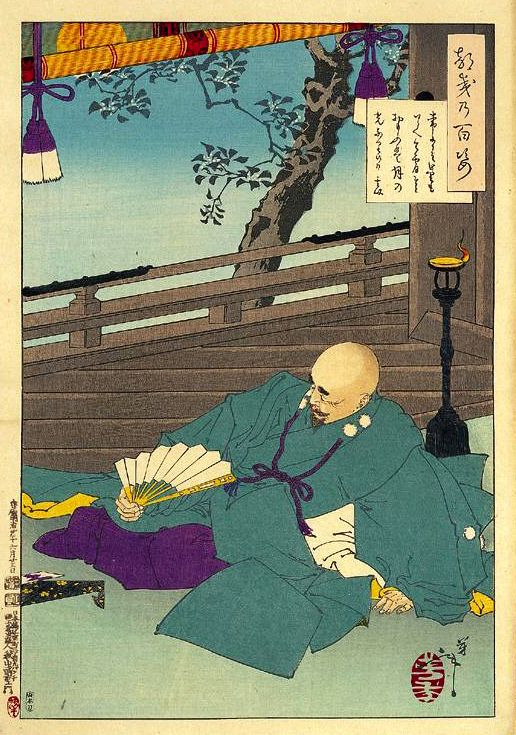
Gen’i contemplant la lune depuis son château, estampe de Yoshitoshi.

Maeda Gen'i est nommé représentant de Kyoto en 1582. Après la mort d'Oda Nobunaga cette même année, il continue à servir Toyotomi Hideyoshi. Au domaine de Takamai dans la province de Tamba, il reçoit un fief de 50 000 koku. Dix ans plus tard, il jette les bases du futur château de Fushimi. En 1595, Maeda Gen'i est nommé parmi les « cinq magistrats » par Hideyoshi. En tant que membre de ce conseil, il « s'occupe des affaires nationales et n'a de compte à rendre qu'à Hideyoshi ». En plus de gérer un grand nombre d'autres affaires, Gen'i supervise également la réception de personnalités comme l'empereur et des représentants des jésuites au palais Jurakudai de Hideyoshi.

## Source de la traduction
- (en) Cet article est partiellement ou en totalité issu de l’article de Wikipédia en anglais intitulé « Maeda Gen'i » (voir la liste des auteurs).